# Андрій Шагала
Андрій Шагала (хресне ім'я Володимир; 13 грудня 1925, с. Клоковичі — 14 березня 2000, м. Львів) — український церковний діяч, священник УГКЦ у Польщі, США та Україні, василіянин, проповідник, місіонер, духівник Крехівського новіціяту.

## Життєпис
Володимир Шагала народився 13 грудня 1925 року у с. Клоковичі біля Перемишля в українській сім'ї. Окрім нього батьки виховували ще трьох синів і доньку. У 1950 році вступив до римо-католицького Згромадження отців Христусовців (Товариство Христа, Societas Christi). У 1953—1959 роках вивчав філософію та богослов'я у Вищій духовній семінарії Товарства Христа в Познані. 20 травня 1959 року вступив на новіціят Василіянського Чину у Польщі. На облечинах у василіянський габіт отримав чернече ім'я Андрій. Перші обіти склав 1 січня 1961 року, вічні — 30 січня 1964 року. 8 вересня 1960 року отримав ієрейські свячення з рук римо-католицького єпископа Єжи Модзелєвського. Отець Андрій Шагала став першим українським греко-католицьким священником, висвяченим у повоєнний час у Польщі.
Відразу після рукоположення працював у Варшаві сотрудником, потім був сотрудником у Старому Курові (1961—1963), адміністратором у Перемишлі (1963—1967), магістром новиків у Варшаві (1968—1973), також доїздив на парафію в Круклянках (1968—1973). З 1974 до 1978 року був сотрудником, а в 1978—1981 роках — парохом у Старгарді. Упродовж цих років проводив місії та духовні реколекції для українців-католиків по всій Польщі.
У 1981 році о. Шагала виїхав до США на лікування. Проживав у василіянському монастирі в м. Чикаго, допомагав у праці єпископу Іннокентію Лотоцькому, ЧСВВ, активно душпастирював серед українців, проповідував Божу науку. Після виходу УГКЦ з підпілля прибув на короткий час до України і виголошував палкі проповіді під час відкриття храмів у Жовкві, Львові та інших місцевостях. У 1993 році прибув до України на постійну духовну працю. Був духівником новиків у Крехівському монастирі отців василіян, а крім того ревним проповідником і провідником народних місій.
Помер 14 березня 2000 року у Львові після важкої недуги. Похований 17 березня 2000 року на монашому цвинтарі Крехівського монастиря.

## Публікації
Його статті на релігійні теми виходили у «Світлі», «Календарі Світла», у суспільно-політичних часописах «Америка», «Свобода», «Нова Зоря».
Книги проповідей:
- «Родитися з висот: натхненного слова дар Матері Божій» (Львів: Місіонер, 1999),
- «Часу небагато» (Львів: Місіонер, 2000).